# Erijodiktijon
Erijodiktijon (lat. Eriodictyon), rod trajnica iz porodice boražinovki, dio potporodice Namoideae. Sastoji se od devet vrsta iz zapadnih predjela Sjeverne i sjeverozapadnog Meksika
Poznatija vrsta je aromatični grm E. californicum iz Kalifornije i Oregona, koju su kao ljekovitu koristili Indijanci Konkow i Chumash

## Vrste
1. Eriodictyon altissimum P.V.Wells
2. Eriodictyon angustifolium Nutt.
3. Eriodictyon californicum (Hook. & Arn.) Decne.
4. Eriodictyon capitatum Eastw.
5. Eriodictyon crassifolium Benth.
6. Eriodictyon sessilifolium Greene
7. Eriodictyon tomentosum Benth.
8. Eriodictyon traskiae Eastw.
9. Eriodictyon trichocalyx A.Heller